# Hotchkiss (Colorado)
Hotchkiss és una població dels Estats Units a l'estat de Colorado. Segons el cens del 2000 tenia 968 habitants.

## Demografia
Segons el cens del 2000, Hotchkiss tenia 968 habitants, 412 habitatges, i 271 famílies. La densitat de població era de 557,8 habitants per km².
Dels 412 habitatges en un 31,6% hi vivien nens de menys de 18 anys, en un 51,7% hi vivien parelles casades, en un 9,7% dones solteres, i en un 34,2% no eren unitats familiars. En el 30,3% dels habitatges hi vivien persones soles el 14,6% de les quals corresponia a persones de 65 anys o més que vivien soles. El nombre mitjà de persones vivint en cada habitatge era de 2,34 i el nombre mitjà de persones que vivien en cada família era de 2,91.
Per edats la població es repartia de la següent manera: un 25,6% tenia menys de 18 anys, un 9,6% entre 18 i 24, un 26,4% entre 25 i 44, un 22% de 45 a 60 i un 16,3% 65 anys o més.
L'edat mediana era de 39 anys. Per cada 100 dones de 18 o més anys hi havia 87 homes.
La renda mediana per habitatge era de 28.056 $ i la renda mediana per família de 31.989 $. Els homes tenien una renda mediana de 31.635 $ mentre que les dones 20.469 $. La renda per capita de la població era de 13.218 $. Entorn de l'11% de les famílies i el 14,3% de la població estaven per davall del llindar de pobresa.

## Poblacions més properes
El següent diagrama mostra les poblacions més properes.